# Lokono (peuple)
Pour les articles homonymes, voir Lokono.

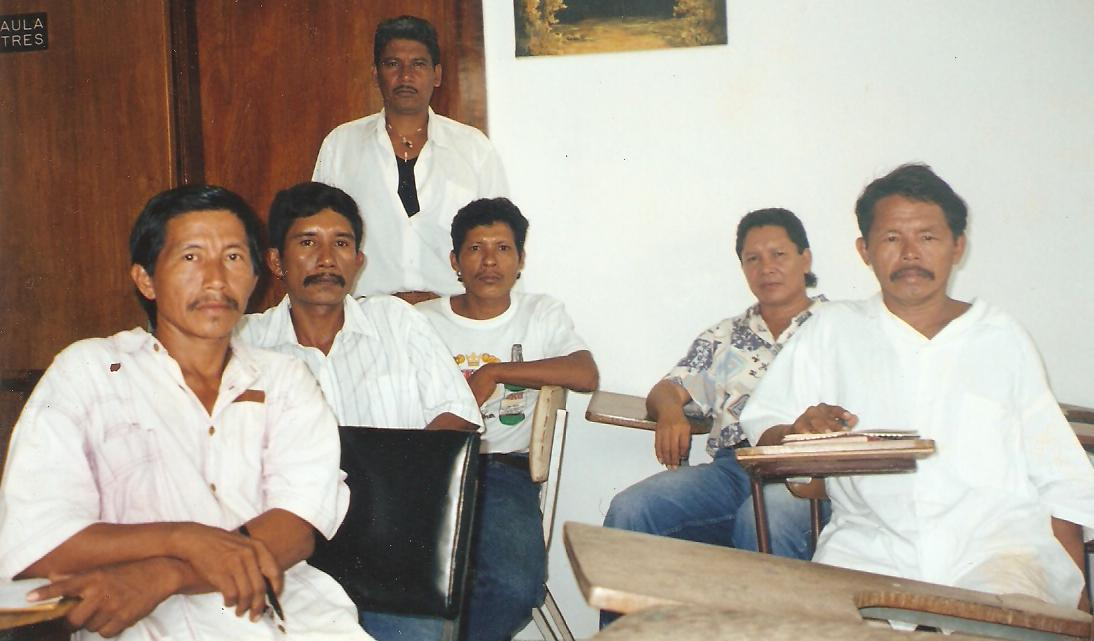
Un groupe d'artistes Lokono en 2012.

Les Lokono, également appelés Arawak ou Lokono-Arawak se nomment eux-mêmes Loko qui signifie « être humain » et Lokono au pluriel. Dans leur rapport avec les étrangers, ils se désignent comme étant des Arawak. Le nom Arawak correspond aussi à la famille linguistique qui englobe de nombreux groupes amérindiens d'Amazoniedont les Palikur. Ils composent une des six tribus amérindiennes de Guyane d'origine arawak.

## Histoire

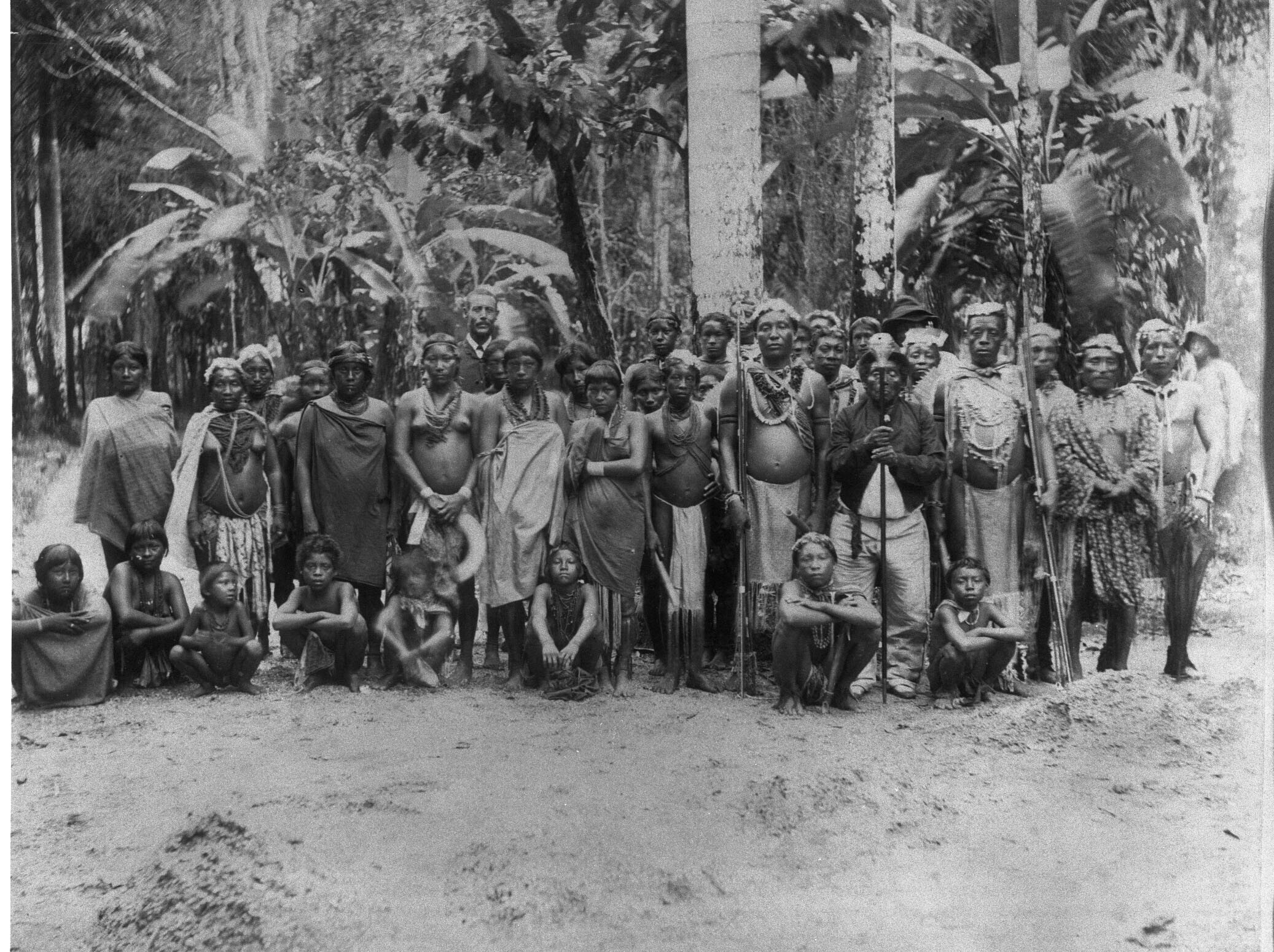
Photo d'Amérindiens Arawak prise au Surinam entre 1800 et 1900.

Les Arawak ou Lokono s'installent en Guyane Française au Ier siècle. Ils viennent de l'ouest après avoir migré de l'Amazonie centrale à l'Orénoque. Certains continuent leur voyage vers les Antilles au nord et les autres s'installent à l'est vers les cinq Guyanes,. L'arrivée des amérindiens Kali'na au Xe siècle venus de l'Amazone provoque quelques conflits. Dès la fin du XVIIe siècle, ils tiennent un rôle capital dans la colonisation. Vivant principalement sur le littoral, ils fournissent notamment des vivres aux colons. En 1596, les Arawak dominent l'île de Cayenne mais leur faible population en comparaison à la population Kali'na les fait pratiquement disparaitre.

## Population

### Guyana
Au Guyana, les chiffres de 1962 indiquent que la population arawak est estimée à 5 000 personnes.

### Surinam
Au Surinam, elle est appréciée à 3 300 individus en 1972,.

### Guyane Française
Depuis le XVIIIe siècle, la Guyane Française ne comptabilisait plus d'Arawak. Les 150 individus recensés en 1958 n'y étaient installés que depuis 1951 venus du Surinam voisin principalement à la recherche d'un travail,. En 1985, la population est repartie en 4 grandes communautés : à l'ouest à Balaté, dans la commune de Saint-Laurent-du-Maroni, à Saut Sabbat dans la commune de Mana et au centre est littoral au Larivot (au village Cécilia) et à Sainte-Rose de Lima à Matoury,. Sainte-Rose de Lima est par ailleurs considéré comme le plus grand village arawak de Guyane avec environ 500 habitants.

## Organisation sociale

### Les clans
Ils ont une organisation clanique matrilinéaire et exogamique. En 1825, 27 clans sont répertoriés au Guyana, 13 sont présents au Surinam en 1962 et 7 en Guyane en 1980. Ils sont nommés Biswana, Sabayo, Maratakayu, Urasi, Kaluafudu, Jubitana et Makusi,.

### Habitat
Il y a très peu d'écrits concernant la structure de l'habitation Arawak traditionnel. Cependant l'observation des villages dans le pays voisin a permis aux chercheurs de relever certaines caractéristiques. Les maisons sont regroupées par clans matrilinéaires avec un carbet central communautaire. Les maisons traditionnelles sont constituées de bois et d'un grand toit. Recouvert de feuilles de palmier timiti, le toit repose sur une charpente composée d'au moins 4 travées. Les maisons peuvent mesurer jusqu' à 7 m sur 12 m pour une hauteur de 4 à 5 m. Elles ont une durée de vie d'une quinzaine d'années. L'habitat actuel a remplacé le toit de palmier en tôle. Les maisons sont fermées et cloisonnées.

### Économie
Les Lokono ont petit à petit délaissé leur mode de vie traditionnel de chasseur et pécheur au profit d'une économie salariale.

### Chef coutumier

#### Brigitte Wyngaarde
En 1999, Brigitte Wyngaarde devient la cheffe coutumière du village de Balaté à Saint-Laurent du Maroni. Elle est mariée et mère de deux enfants. Toute sa famille vit au sein du village de Balaté.
Avant d'être nommée cheffe coutumière du village de Balaté, Brigitte Wyngaarde occupe la fonction de présidente de l'association du village de Balaté. 
En 1993, elle œuvre notamment pour le développement d'une ZDUC (Zone de développement agricole). Ce projet peut voir le jour grâce aux connexions qu'elle entretient avec les autorités coutumières. L'association de Brigitte Wyngaarde, Habana Lokono, est d'ailleurs toujours gestionnaire de la cession sur laquelle le village est installée.
Brigitte Wyngaarde se lance dans la politique au-delà de son village en 2004. Cela fait alors débat parmi les habitants du village de Balaté qui voient sa candidature comme une trahison envers son groupe ethnique : les Lokono. Ils lui reprochent de s'éloigner de la communauté, et de moins participer à la sociabilité du village. Brigitte Wyngaarde se présente aux élections européennes et occupe la tête de liste du parti politique écologique les Verts au niveau régional. L'annonce de sa candidature est faite le 4 avril 2004 par le biais d'un article de presse, à la suite de la réunion du parti des Verts au niveau national et inter-régional dans le cadre des élections. Elle est positionnée en deuxième position sur la liste électorale - la première place étant attribuée au guadeloupéen Harry Durimel.
Finalement, sa tentative d'entrer en politique au-delà du village se solde par un échec : elle ne décroche aucun mandat à l'issue de ces campagnes. Elle souffre probablement de discrimination liée à son statut de femme. Stéphane Guyon, politiste enseignant à l'Université de Picardie Jules Verne, et membre du CURAPP et de l'équipe SOGIP, montre que lui sont alors reprochées des choses qui ne le sont pas à son adversaire politique, Léon Bertrand. Les débats sont aussi marqués par le sceau de la suspicion d'une influence exercée par son mari métropolitain, ce qui n'est pas reproché à des politiciens hommes. Il faut dire également qu'en 2007, Silvio van der Pijl, adjoint au maire de Saint Laurent du Maroni, est élu chef coutumier du village de Balaté lors d’une élection contestée. Depuis Brigitte Wyngaarde se présente comme ex-chef coutumière, tout en contestant le processus par lequel elle a été évincée.
Elle participe également aux élections municipales de 2008 à Saint-Laurent-du-Maroni face à Léon Bertrand.
En parallèle de ses activités de cheffe coutumière, Brigitte Wyngaarde est présidente de l'association Hanaba Lokono. Cette association a notamment organisé le séminaire sur la langue arawak qui s'est tenu du 1er au 5 octobre 2013.